# カリナ・ビットヘフト
カリナ・ビットヘフト（Carina Witthöft, 1995年2月16日 - ）は、ドイツ・ヴェントルプ・バイ・ハンブルク出身の女子プロテニス選手。これまでにWTAツアーでシングルス1勝を挙げている。自己最高ランキングはシングルス48位、ダブルス168位。身長176cm、体重68kg。右利き、バックハンド・ストロークは両手打ち。

## 来歴
4大大会では2013年ウィンブルドン選手権で予選を勝ち上がり初出場した。現時点では3回戦進出が最高成績である。
2017年10月のルクセンブルク大会でツアー初の決勝に進出した。決勝でモニカ・プイグを 6–3, 7–5 で破りWTAツアー初優勝を果たした。2018年1月8日付けのランキングで自己最高の48位を記録しトップ50入りを果たしている。

## WTAツアー決勝進出結果

### シングルス: 1回 (1勝0敗)
| 大会グレード                  |
| ----------------------------- |
| グランドスラム (0–0)          |
| WTAファイナルズ (0–0)         |
| プレミア・マンダトリー (0–0)  |
| プレミア5 (0-0)               |
| WTAエリート・トロフィー (0-0) |
| プレミア (0–0)                |
| インターナショナル (1–0)      |

| 結果 | No. | 決勝日         | 大会           | サーフェス    | 対戦相手       | スコア   |
| ---- | --- | -------------- | -------------- | ------------- | -------------- | -------- |
| 優勝 | 1.  | 2017年10月21日 | ルクセンブルク | ハード (室内) | モニカ・プイグ | 6–3, 7–5 |

## 4大大会シングルス成績
略語の説明
| W | F | SF | QF | #R | RR | Q# | LQ | A | Z# | PO | G | S | B | NMS | P | NH |

W=優勝, F=準優勝, SF=ベスト4, QF=ベスト8, #R=#回戦敗退, RR=ラウンドロビン敗退, Q#=予選#回戦敗退, LQ=予選敗退, A=大会不参加, Z#=デビスカップ/BJKカップ地域ゾーン, PO=デビスカップ/BJKカッププレーオフ, G=オリンピック金メダル, S=オリンピック銀メダル, B=オリンピック銅メダル, NMS=マスターズシリーズから降格, P=開催延期, NH=開催なし.
| 大会           | 2013 | 2014 | 2015 | 2016 | 2017 | 2018 | 通算成績 |
| -------------- | ---- | ---- | ---- | ---- | ---- | ---- | -------- |
| 全豪オープン   | A    | 1R   | 3R   | 1R   | 2R   | 1R   | 3–5      |
| 全仏オープン   | LQ   | LQ   | 2R   | 1R   | 3R   | 1R   | 3–4      |
| ウィンブルドン | 1R   | LQ   | 1R   | 3R   | 3R   | 1R   | 4–5      |
| 全米オープン   | LQ   | LQ   | 1R   | 3R   | 1R   | 2R   | 3–4      |